# U.S. Pro Indoor 1991
Lo U.S. Pro Indoor 1991 è stato un torneo di tennis giocato sintetico indoor. È stata la 24ª edizione dello U.S. Pro Indoor, che fa parte della categoria Championship Series nell'ambito dell'ATP Tour 1991. Si è giocato al Wachovia Spectrum di Filadelfia in Pennsylvania negli Stati Uniti dall'11 al 18 febbraio 1991.

## Campioni

### Singolare maschile
Ivan Lendl ha battuto in finale  Pete Sampras con il punteggio di 5–7, 6–4, 6–4, 3–6, 6–3

### Doppio maschile
Rick Leach /  Jim Pugh hanno battuto in finale  Udo Riglewski /  Michael Stich con il punteggio di 3–6, 7–6, 6–3